# Brenn Hill
Brenn Hill (* 26. Mai 1976 in Ogden, Utah, USA) ist ein US-amerikanischer Country und Western-Singer-Songwriter.

## Leben
Hills Interesse, Country-Lieder zu komponieren, wurde bei einem Jagdausflug mit seinem Vater und Onkel geweckt, nachdem die Männer am Lagerfeuer über einen Kassettenrekorder das Album Cowboyography von Ian Tyson abspielten. Tyson produzierte 2000 das Album Trail Through Yesterday für Real West Productions.
Nach seinem Abschluss an der Weber State University zog Hill für eine Zeit nach Nashville, Tennessee, um eine Karriere als Songwriter zu starten. Die Fließbandproduktion und der Zwang Charterfolge in maximal vier Minuten zu komponieren lag dem Musiker jedoch nicht.  Als der Erfolg zunächst ausblieb, zog Hill zurück nach Ogden. Derzeit lebt der Musiker mit seiner Frau und den drei Kindern auf einer Ranch in Hooper.
Mit Red Cliffs Press unterhält Hill ein eigenes Plattenlabel.
2008 wurde bei dem damals zweijährigem Sohn Hills Hirn- und Rückenmarkskrebs diagnostiziert. Nach einem Jahr Krankenhausaufenthalt gilt das Kind als geheilt. Seitdem veranstaltet der Musiker regelmäßig Wohltätigkeitskonzerte und unterstützt Vereine bei Benefizveranstaltungen im Kampf gegen den Krebs.
In seinem neusten Album Painkiller verarbeitet Hill aktuelle Themen wie COVID-19 oder die Dürre in Nordamerika.

## Auszeichnungen
- 2001: Western Music Association: Crescendo Award für das Album Call you Cowboy[7]
- 2004: Academy of Western Artists: Male Vocalist Of The Year[8]

## Diskographie
- 1997: Rangefire
- 1999: Deeper Than Mud
- 2000: Trail Through Yesterday
- 2001: Call You Cowboy
- 2004: Endangered
- 2007: What A Man's Got To Do
- 2010: Equine
- 2011: Rodeo Heaven
- 2011: North Pole Rodeo
- 2013: Ode to Selway
- 2015: Spirit Rider
- 2016: How You Heal
- 2018: Rocky Mountain Drifter
- 2019: Songs for a Winter’s Romance
- 2021: Still in the Fight
- 2022: Painkiller